# Kinder- und Jugendfilm im Nationalsozialismus
Das wichtigste Kinderfilm-Genre im Nationalsozialismus bildete der Märchenfilm. Obwohl das NS-Kino einige Kinderdarsteller hervorbrachte, wurden diese nicht in speziellen Kinderfilmen eingesetzt.
Die Jugend war eine von den Nationalsozialisten besonders umworbene Zielgruppe. Ein großes Publikum hatten die Jugendfilmstunden, die seit 1934 von der Hitler-Jugend durchgeführt wurden. Freilich wurden dort überwiegend Propagandafilme gezeigt, die ebenso für erwachsene Zuschauer bestimmt waren.

## Kinderfilme im Nationalsozialismus

### Altersfreigabe
Um alle Altersgruppen mit der Filmpropaganda erreichen zu können, wurde mit dem Lichtspielgesetz vom 16. Februar 1934 die bis dahin noch bestehende Altersgrenze von 6 Jahren für Kinobesuche aufgehoben. Bemerkenswert ist dies allein schon deshalb, weil die Kinder dadurch bereits vor dem Eintritt in die Hitler-Jugend auch dem gesamten propagandistischen Beiprogramm aus Wochenschau und Dokumentarfilm ausgesetzt waren.

### Kinderfilme
Das wichtigste Genre unter den Kinderfilmen bildeten die Märchenfilme, ein Gebiet, auf dem vor allem Hubert Schonger und Ferdinand Diehl arbeiteten; Diehl war auf Puppentrickfilme, Schonger auf Realfilme spezialisiert. Die Vorlagen stammten meist aus den Sammlungen der Brüder Grimm; von Wilhelm Hauff wurde „Der kleine Muck“ (1944) und von Walter Henschel „Die Mondlaterne“ (1941/42) verfilmt. Gelegentlich wurden auch Sagenstoffe wie „Die Heinzelmännchen“ (1939) und populäre Kinderbücher wie „Max und Moritz“ (1941) adaptiert. Auch Lotte Reiniger, deren Silhouetten-Animationen (umgangssprachlich auch als „Scherenschnittfilm“ bezeichnet) bereits in der Zeit der Weimarer Republik populär waren, setzte ihre Arbeit nach 1933 fort. Neben Märchen legte sie ihren Filmen Opernstoffe („Carmen“, 1933; „Der kleine Schornsteinfeger“, 1934/35; „Galathea“, 1935) zugrunde. Ihr 1933/34 entstandener Silhouettenfilm „Das rollende Rad“, der den kulturgeschichtlichen Wandel der Fortbewegungsmittel illustriert, ist wohl der einzige in der NS-Zeit entstandene nicht-schulische Sachfilm für Kinder.
Bis zur Verhängung der Importsperre 1941 konnten Kinder in deutschen Kinos auch viele ausländische Filme sehen, darunter populäre Hollywood-Produktionen mit Shirley Temple, Hal Roachs Kindergruppe „Our Gang“ (deutsch: „Die kleinen Strolche“) und dem Komikerpaar Laurel & Hardy (deutsch: „Dick und Doof“).

### Kinderdarsteller
Obwohl das NS-Kino eine Reihe beliebter Kinderdarsteller hervorgebracht hat – z. B. Peter Bosse, Inge Landgut, Hans Neie, Norbert Rohringer, Hans Schaufuß, Walter Schuller, Babsi Schulz-Reckewell, Waldemar Spann-Müller, Traudl Stark – waren die Filme, in denen diese Kinder eingesetzt wurden, oft eher auf ein Erwachsenen- als auf ein Familienpublikum zugeschnitten. Kinder unter 10–12 Jahren wurden im Film bestenfalls in Nebenrollen eingesetzt und hatten meist nur wenige Zeilen Dialog. Selbst in Produktionen wie „Das Ferienkind“, deren Titel suggeriert, dass es darin um eine kindliche Hauptfigur gehe, dienen Kinder eher als niedliche Staffage denn als handelnde Figuren. Aufschlussreich für das gesellschaftliche Image von Kindern in der NS-Zeit ist, dass sie in den meisten zeitgenössischen Spielfilmen nur als Requisite für mütterliche Grundversorgungsleistungen benötigt werden. Kaum ein NS-Spielfilm mit Kinderdarstellern kommt ohne eine Szene aus, in der diese Kinder in der Badewanne abgeseift werden oder von der Mutter am Bett versorgt werden, weil sie Fieber haben. Mehr Dialog und tragende Rollen erhielten Kinder im NS-Kino erst, wenn sie ein Alter von 12–14 Jahren erreicht hatten.

## Jugendfilme im Nationalsozialismus

### Zielgruppe
Die Jugend war eine von den Nationalsozialisten besonders umworbene Zielgruppe. Als am 26. Juni 1933 der Kultusminister Bernhard Rust die Verwendung von Filmen im Schulunterricht einführte, schloss dies nicht nur Unterrichtsfilme, sondern auch Propagandafilme ein. Ein noch größeres Publikum hatten die Jugendfilmstunden, die seit 1934 von der Hitler-Jugend durchgeführt wurden.

### Propagandafilme
Ab 1939 wurden Filme, die der Zensurbehörde für die Vorführung vor jugendlichem Publikum besonders geeignet erschienen, mit dem Prädikat „jugendwert“ ausgezeichnet. Freilich waren dies überwiegend Propagandafilme, die sich ebenso an erwachsene Zuschauer wandten:
Wunder des Fliegens (1934/35); Pour le Mérite (1938); D III 88 (1939); Robert Koch, der Bekämpfer des Todes (1939); Jud Süß (1940); Feinde (1940); Wunschkonzert (1940); Carl Peters (1941); Heimkehr (1941); Kameraden (1941); Kampfgeschwader Lützow (1941); Mein Leben für Irland (1941); Menschen im Sturm (1941); Ohm Krüger (1941); … reitet für Deutschland (1941); Stukas (1941); Über alles in der Welt (1941); Jakko (1941); Andreas Schlüter (1942); Die Entlassung (1942); Geheimakte WB 1 (1942); Der große König (1940/42); Hände hoch! (1942); Der unendliche Weg (1943); Die Affäre Roedern (1944); Junge Adler (1944).
Nur fünf dieser Filme – Wunder des Fliegens, Mein Leben für Irland, Jakko, Hände hoch! und Junge Adler – haben jugendliche Hauptfiguren. Der Historienfilm „Kadetten“ (1939/41), der inhaltlich auch in diese Gruppe gehört, erhielt kein Prädikat.

### Jugendfilm im engeren Sinne
Jugendfilme im engeren Sinne, d. h. Filme, die sich mit den altersspezifischen Problemen und Anliegen von Jugendlichen auseinandersetzen, wurden unter den Nationalsozialisten kaum produziert. Filme wie „Abel mit der Mundharmonika“, „Anna und Elisabeth“ und „Reifende Jugend“ (alle drei 1933), die alle Kriterien für einen Jugendfilm erfüllen, waren bereits vor dem nationalsozialistischen Machtantritt konzipiert worden. Eine Ausnahme bilden vielleicht die Jungmädchenfilme – „Eine Siebzehnjährige“ (1934), „Das Mädchen Irene“ (1936), „Was tun, Sibylle?“ (1938), „Ins blaue Leben“ (1938), „Ihr erstes Erlebnis“ (1939), „Aufruhr im Damenstift“ (1941), „Kleine Mädchen – große Sorgen“ (1941) – aber auch hier sind die tragenden Figuren oft die Erwachsenen. Es scheint, als wäre in einer Zeit, in der die Jugend „flink wie Windhunde, zäh wie Leder und hart wie Kruppstahl“ (Adolf Hitler in einer Rede an die Hitler-Jugend auf dem Parteitag 1935) sein sollte, gar kein Raum für die Darstellung von jungen Menschen mit Problemen gewesen.

### Zielvorgaben
Auch wurde der Jugend im Nationalsozialismus unmissverständlich vorgegeben, was ihr Anliegen zu sein habe: Der selbstlose Einsatz für Partei und Nation. So überrascht es dann auch nicht, dass das einzige Genre von Jugendfilmen, das die nationalsozialistische Filmindustrie schließlich doch hervorbrachte, die Bewährungsfilme im Milieu nationalsozialistischer Jugendorganisationen waren. Neben den oben erwähnten Prädikatsfilmen z. B. Hitlerjunge Quex (1933), Die Bande vom Hoheneck (1934), Zwei Welten (1940), Jakko (1941), Jungens (1941), Kopf hoch, Johannes! (1941), Himmelhunde (1941/42).

### Sonstige altersgerechte Filme
Auch andere Filme ohne Kinder- und Jugendrollen, die aber dennoch für diese geeignet gewesen wären, hatten Seltenheitscharakter. Der bekannteste Film dieser Art war sicher Münchhausen mit Hans Albers in der Titelrolle, dessen Drehbuch Erich Kästner im Auftrag von Propagandaminister Joseph Goebbels unter Verwendung eines Pseudonyms verfasste.